# Kavali
Kavali är en stad i den indiska delstaten Andhra Pradesh, och tillhör distriktet Sri Potti Sriramulu Nellore. Folkmängden uppgick till 82 336 invånare vid folkräkningen 2011, med förorter 90 099 invånare.